# Земченко, Сергей Владиленович
Сергей Владиленович Земченко (род. 31 мая 1961, Ангарск, Иркутская область) — советский и украинский хоккеист, нападающий. Мастер спорта СССР. Тренер.

## Биография
Земченко и Андрей Земко начинали заниматься хоккеем в детском клубе «Чайка» ЖЭК-5 под руководством Льва Анисимова, затем — в ДЮСШ «Ермак», тренер Вячеслав Соколов. В сезонах 1976/77 и 1977/78 юношеская команда «Ермака» 1961-62 годов рождения выходила в финальный турнир первенства СССР. В 1978 году Земченко стал лучшим бомбардиром турнира — 17 (12+5) очков. В 1978 году в 17 лет дебютировал в составе «Ермака» во второй лиге. С сезона 1980/81 ангарская тройка Земченко — Земко — Овчинников стала выступать за киевский «Сокол». За восемь сезонов, проведённых в клубе, стал бронзовым призёром чемпионата 1984/85, был избран в перечень 34 лучших хоккеистов страны (1985/86). Провел 322 матча, забросил 85 шайб, сделал 47 результативных передач.
Играл в первой лиге за ШВСМ Киев (1987/88), «Ладу» Тольятти (1988/89), «Салават Юлаев» Уфа (1989/90).
Выступал за клубы «Подхале» (Польша, 1990/91), «Спишска-Нова-Вес» (Словакия, 1993/94), «Хака» (Испания, 1994/95), украинские «Сокол» (1995/96 — 1996/97), «Беркут-ПВО» (1997/98).
2 сентября 1986 года в Стокгольме сыграл один товарищеский матч за сборную СССР против Швеции (1:2). В составе сборной Украины провел пять матчей на чемпионате мира 1997 (дивизион С).
Главный тренер клуба Hiulo Jemes (Испания, 1998/99 — 2000/01), «Хаки» (2001/02 — 2004/05, 2019/20 — 2020/21). В сезонах 2005/06 — 2008/09 — тренер и главный тренер команд 1991—1992 г. р. клуба «Крылья Советов». Тренер клуба МХЛ «Алмаз» Череповец (2010/11 — 2011/12, 2015/16 — 2017/18). Тренер команды 1999 г. р. «Северстали» (2012/13 — 2013/14).
Сын Игорь (род. 1983) играл за молодёжную сборную Украины. Сын Игнат (род. 1992) — в молодёжной сборной России и КХЛ.